# Річард Акел
Річард Акел (англ. Richard Akel; нар. 12 лютого 1962) — колишній американський тенісист.
Найвищу одиночну позицію світового рейтингу — 345 місце досяг 17 червня 1985, парну — 182 місце — 15 липня 1985 року.

## Титули ATP Челленджер

### Парний розряд: (1)
| Ранг | Дата     | Турнір                            | Покриття | Партнер     | Суперники                 | Рахунок  |
| ---- | -------- | --------------------------------- | -------- | ----------- | ------------------------- | -------- |
| 1.   | Лют 1985 | Kaduna Challenger Кадуна, Нігерія | Ґрунт    | Джефф Аронс | Харун Ісмаїл Фотіс Вазеос | 6–3, 6–3 |